# أحمد بن إسحاق التنوخي
أبو جعفر أحمد بن إسحاق بن بهلول بن حسّان التنوخي يعرف أيضا بـابن البهلول (845 - 930م) عالم مسلم وأديب عربي عراقي من أهل القرن الثالث الهجري/التاسع الميلادي. ولد بالأنبار وولي قضاء مدينة المنصور (أصفهان) عشرين سنة من 296هـ حتى 316 هـ. برز في الأدب والسير والتفسير والحديث وهو فقيه حنفي ومحدث وشاعر عربي. توفي ببغداد من كتبه النحو على المذهب الكوفي والناسح والمنسوخ.

## سيرته
هو أحمد بن إسحاق بن بهلول بن حسّان التنوخي، ولد إحدى وثلاثين ومائتين / 845م في الأنبار. سمع من أبا كريب ومحمد بن زنبور المكي ويعقوب الدورقي وإبراهيم بن سعيد الجوهري ومحمد بن المثنى وأبا سعيد الأشج وأباه إسحاق بن بهلول. وحدث عنه محمد بن إسماعيل الوراق وأبوحفص بن شاهين وأبو الحسن الدارقطني وأبوطاهر المخلص وآخرون. وصفه بأنه «كَانَ مِنْ رِجَالِ الكَمَالِ، إِمَاماً، ثِقَةً، عَظِيْمَ الخَطَرِ، وَاسِعَ الأَدَبِ، تَامَّ المُرُوْءةِ، بَارِعاً فِي العَرَبِيَّةِ»

ولي قضاء مدينة المنصور (أصفهان) عشرين سنة‌ من 296هـ حتى 316هـ وعزل قبل موته بعام. توفي سنة ثمان عشرة وثلاث مائة ببغداد.

## مؤلفاته
- النحو على المذهب الكوفي
- الناسح والمنسوخ

## شعره
من شعره:
وله أيضا:
وله أيضا: [الرجز]